# The Visual Novel Database
The Visual Novel Database (gọi tắt là vndb hoặc VNDB) là một cơ sở dữ liệu trực tuyến, wiki và diễn đàn Internet dành cho visual novel. Tính đến năm 2019, VNDB có khoản mục cho tổng cộng 24.000 visual novel và đạt được số lượng người dùng là 14.300. Theo Electronic Gaming Monthly, VNDB đã góp phần quảng bá visual novel đến với độc giả quốc tế. Linh vật của website là Lasty Farson được lấy từ Angelic Serenade.

## Tính năng

### Cơ sở dữ liệu
VNDB hiện đã ghi chép dữ liệu của xấp xỉ 24,000 visual novel khác nhau, và thường xuyên được cập nhật bởi những người dùng của trang web. Những gì mà cơ sở dữ liệu này ghi chép bao gồm thông tin về nhân vật trong visual novel, thông tin về nhà phát triển, nhà phát hành, dịch giả chuyên nghiệp và nghiệp dư của bộ đó. Trang web có thể được điều hướng thông qua tìm kiếm thể loại, bộ lọc dựa trên những tiêu chí nhất định, hoặc chọn trang ngẫu nhiên.

### Diễn đàn
VNDB có diễn đàn chung nơi mà người dùng có thể trò chuyện, mỗi bộ visual novel cũng có một trang thảo luận riêng.

### Danh sách theo dõi
VNDB có thể được sử dụng như một danh sách theo dõi cá nhân, cho phép người dùng tạo ra danh sách những visual novel mà họ muốn đọc (wishlist), hoặc danh sách đen, và đánh dấu tiến độ của game là hoàn thành, bỏ dở, đang đọc,...

### Chấm điểm và đánh giá
VNDB hoạt động như một hệ thống tổng hợp và đánh giá. Cơ sở dữ liệu này tổng hợp và đánh giá dựa trên chấm điểm của nhiều người dùng, và có trình bày bảng thống kê chấm điểm và điểm trung bình.
Kể từ ngày 31 tháng 8 năm 2020, người dùng có thể viết và gửi đánh giá về visual novel, theo kiểu "đánh giá sơ qua" hoặc "đánh giá đầy đủ".

#### Bảng chấm điểm
| 1                 | 2          | 3  | 4  | 5       | 6       | 7   | 8       | 9         | 10        |
| ----------------- | ---------- | -- | -- | ------- | ------- | --- | ------- | --------- | --------- |
| Dở chưa từng thấy | Kinh khủng | Tệ | Dở | Tàm tạm | Kha khá | Tốt | Rất tốt | Tuyệt vời | Siêu phẩm |

### API
VNDB có API công khai theo thời gian thực dành cho các nhà phát triển muốn tương tác với cơ sở dũ liệu, chẳng hạn như để lấy thông tin hoặc tự động hóa các tác vụ liên quan đến danh sách theo dõi cá nhân. API sử dụng định dạng JSON.

## Lịch sử
VNDB được yorhel (tên thật là Yoran Heling) tạo ra vào tháng 9 năm 2007. Sau khi hoàn thành bộ visual novel Ever 17: The Out of Infinity, yorhel nhận thấy rằng chưa có cộng đồng nào dành cho người hâm mộ visual novel được thành lập hoặc nơi nào đó có thể tìm kiếm thêm những người như vậy. Anh tạo ra VNDB trong vòng 3 tuần như một nơi tập trung để mọi người có thể tìm kiếm và thảo luận về visual novel. Một trong những tựa game cũ nhất được ghi lại trên vndb là Lolita Yakyuuken, một eroge phát hành vào năm 1982 cho máy tính PC-88. Eroge này được mọi người tin rằng là visual novel đầu tiên, tuy nhiên do thiếu nhiều yếu tố của visual novel nên nó đã bị xóa khỏi cơ sở dữ liệu. Sau 1 năm, vndb đã ghi chép được dữ liệu của 1.000 bộ visual novel.